# Ermite à long bec
Phaethornis malaris
Espèce
Répartition géographique
Statut de conservation UICN

 LC  : Préoccupation mineure
Statut CITES
L'Ermite à long bec (Phaethornis malaris) est une espèce de colibris de la sous-famille des Phaethornithinae.

## Habitat
Ce colibri habite le sous-bois de la terra firme, les forêts des piedmonts, les forêts tropicales humides, les forêts transitionnelles et les fourrés de bambou.

## Répartition et sous-espèces
Selon la classification de référence du Congrès ornithologique international (15.1, 2025) il se répartit en six sous-espèces :
- P. m. malaris (Nordmann, 1835) — plateau des Guyanes ;
- P. m. insolitus Zimmer, 1950 — nord-oeuest de l'Amazonie ;
- P. m. mores Lawrence, 1858 — ouest de l'Amazonie ;
- P. m. ochraceiventris Hellmayr, 1907 — centre-ouest de l'Amazonie ;
- P. m. bolivianus Gould, 1861 — centre/sud de l'Amazonie ;
- P. m. margarettae Ruschi, 1972 — forêt atlantique.